# Diego Arandojo
Diego Arandojo es escritor y guionista de TV. Nació en Buenos Aires en el año 1978. 
Ha publicado "Cuentos macabros para sonámbulos" (2004), "Pecados para Compartir" (2005) y la novela "Esquina 718" (2009), en coautoría con Chino Volpato, del grupo de humor "Midachi". En relación con este último libro, Ovni Press relanzó la novela en 2010, con un informe nuevo sobre "Las logias del Río de la Plata". 
En 2009, junto con ED Carosia, publicó el cómic "Manu en la playa", en la colección Mamut de Bang Ediciones, lanzado en castellano, catalán, francés y, en 2015, una versión en chino. 
En 2010 prologó la obra "Relatos de No-Muertos", compilación de relatos clásicos de horror, para la editorial Ovni Press. En esta edición se incluyeron dos cómics guionados por Arandojo, y dibujados por Sebastián Cabrol y Sergio Monjes.
En 2013 prologó el libro de relatos de terror "Profundo Buenos Aires", de Claudio García Fanlo. Al año siguiente publica "El bastón de mando: un secreto guardado durante 30 años", que se desprende de su primer largometraje documental, "30 años de silencio: el secreto de Guillermo Alfredo Terrera", con producción de Lafarium Contenidos.
En 2015 se publica "La vida secreta de las empanadas", por el sello Distal, y "Lafarium", compendio de relatos y ensayos de la revista digital homónima, por Oráculo Ediciones. 
En sus orígenes, Arandojo estudió dibujo e ilustración gráfica en la Escuela de dibujo Carlos Garaycochea, de Buenos Aires. Posteriormente publicó en diversos semanarios nacionales e internacionales, como "Qajas", "Bastión Cómix", "Oliverio", "Revista Lote", "Revista Caníbal", entre otras. 
A nivel académico se diplomó como Realizador Cinematográfico en el IDAC (Instituto de Arte Cinematográfico de Avellaneda) y como guionista de televisión en el ISER (Instituto Superior de Enseñanza Radiofónica), con medalla de oro y plata.
Sus radioteatros infantiles "La música del vidrio" y "La paciencia de los árboles" fueron representados en Argentores, en el marco de los festivales Radioteatros para aplaudir, con gran repercusión.
En 2005 su guion "El Caracol Rosa" recibió el premio a mejor guion de cortometraje, otorgado por el Fondo Nacional de las Artes, y en 2011 el premio a mejor documental televisivo por la serie "Presidentes Argentinos".
Como guionista de cómics, desarrolla distintos proyectos con el artista Edgardo Carosia (MR. ED) en España, entre ellos el libro "Manu en la playa" editado por Bang Ediciones, y "Rue Balthus", publicado actualmente en la revista FIZ.
El sello español GH RECORDS editó en 2010 el DVD del film "Las 77 Páginas", que Arandojo codirigió y escribió con Mauro Savarino. El mismo sello editó, también en DVD, la "Trilogía Incubica", conformada por tres mediometrajes esotéricos con música de FLUOR, cuyo lema es "arte como rito. magia y estética". En 2021 se editó el CD "Los sonidos del rito", que compila los 15 años de vida del incubismo.
Para Canal Encuentro escribió las series documentales "Caudillos" (2008-2009), la primera temporada de "Batallas de la libertad" (2010-2011), "Presidentes Argentinos" (2011), la primera temporada de "Escenas de la historia de un país" (2011), "Alto Rendimiento" (2011), la segunda temporada de "Historia de un país", "La era de los caciques" (2015) y "Güemes" (2015). Para la misma señal escribió las series animadas "Padres de la libertad" (2009) y "Ceronomio" (2007-2008).
Junto con Chino Volpato escribió la obra de teatro "El Reportero", estrenada en 2011 en el Multiteatro de Buenos Aires, y reestrenada en 2012 en el Teatro Los Ángeles, de Buenos Aires. En 2013 estrenó "Vivir Desconectados", también en coautoría con Volpato.
Como director de cine ha dirigido los largometrajes: “Medianoche de un músico experimental" (2007), “30 años de silencio” (2013), “Opium, la Argentina Beatnik” (2014), "Alcatena" (2015), "Garaycochea" (2017), "El hemisferio nocturno de la Tierra" (2022) y "La orden del lunar" (2024).
En el año 2018 pública tres novelas gráficas. La primera de la mano de Hotel de las ideas, "Beatnik Buenos Aires" junto al dibujante Facundo Percio. Una segunda en coautoría con Ziul Mitomante y dibujada por Alfredo Retamar, "Spectro S.A." del sello Mitomante. Por último "Bela, el tercer mundo" con González a cargo de la parte gráfica.
Para el sello editorial Universo Retro publicó "Jorge de los Ríos, dibujando con el corazón" (2017), "José Luis García López, una vida entre superhéroes" (2018), "Cromy, la fantasía hecha papel" (2019) y "Es otro éxito de Ultrafigus" (2021).
Entre sus recientes libros se cuentan: "Alberto Saichann, cuando se corre el velo" (2024), "Matafuegos" (2024) y "Las Ssiranas" (2024, con arte de Pablo I. Elías)
Desde hace 28 años dirige el proyecto de circulación secreta "Lafarium", que posee además una extensión editorial. 